# Borchardus de Osta
Borchardus de Osta (* im Bistum Bremen; † 20. September in Lübeck) war Ratssekretär der Hansestadt Lübeck und Lübecker Domherr.

## Leben
Borchardus de Osta stammte seinem Herkunftsnamen zur Folge von der Oste, einem Nebenfluss der Unterelbe im Bistum Bremen. 1392 immatrikulierte er sich, wohl zum Beginn seines Studiums, an der Universität Erfurt. An der Universität Bologna wurde er 1405 zum Lizentiaten des kanonischen Rechts promoviert. Danach wurde er zunächst Vikar an der Katharinenkirche in Hamburg. Seit August 1408, also nach der Vertreibung des Alten Rates aus der Stadt, ist er als Ratssekretär in Lübeck nachweisbar, wo er das Oberstadtbuch führte. Ab 1411 ist er als Erster Ratssekretär (Protonotar) der Stadt belegt. Bis 1412 ist er in diesem Amt nachweisbar. Ab September 1416, also nach Rückkehr des Alten Rates, erscheint Borchardus de Osta dann als Domherr des Domkapitels des Lübecker Doms und ist als solcher zuletzt am 3. Februar 1443 erwähnt. Darüber hinaus war er 1431 Archidiakon in Dardesheim und Domherr in Halberstadt.